# Пердигон

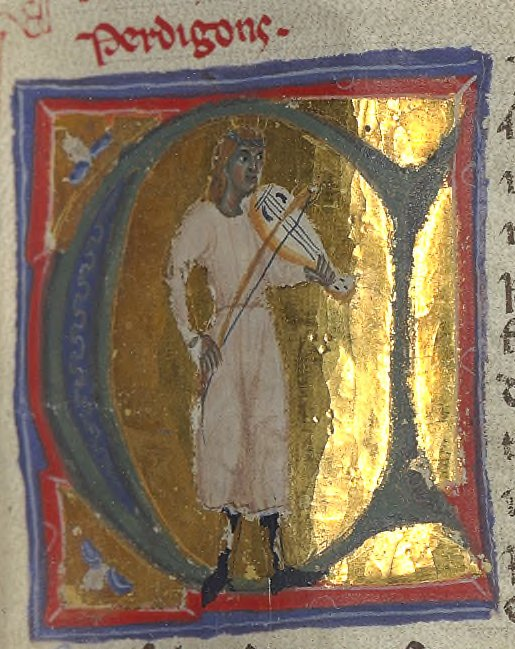
Пердигон со своей знаменитой скрипкой

Пердигон (фр. Perdigon или Perdigo) (годы творчества 1190–1212) — трубадур из Лесперона в Габалесе, Гавауданский (Жеводанский) диоцез (современный департамент Лозер). 
Сохранилось четырнадцать его произведений, в том числе три кансоны с мелодиями. Как поэт пользовался популярностью у современников: об этом свидетельствует частое цитирование его произведений другими трубадурами.
Существуют два варианта жизнеописания (виды) Пердигона. Он был сыном бедного рыбака, выделился благодаря уму и талантам, добыл богатую одежду и оружие, стал известен и был, наконец, посвящён в рыцари. Дофин Овернский наградил его земельными владениями и рентами. Здесь в «видах» начинаются разночтения: по одной версии он через некоторое время, после смерти своих подруг и друзей, лишился владений и поступил в цистерцианский монастырь. Вероятно, составитель «виды» использовал сюжеты некоторых произведений Пердигона.
Другая «вида» рассказывает, что Пердигон был противником катаров, поддержал альбигойский крестовый поход, сочинял произведения, призывающие к войне против альбигойцев. Вместе с Гильемом Бауским, Фолькетом Марсельским и неким аббатом из Сито ездил в Рим, чтобы пожаловаться на Раймунда VI Тулузского в связи с убийством папского легата в 1208 г. Автор жизнеописания называет Пердигона одним из виновников похода. В конце концов сюзерен Пердигона Дофин Овернский перестал оказывать ему покровительство, лишил его земель и изгнал его. Пердигон потерял в войне покровителей и стал всеми презираем. Биограф утверждает, что Пердигон обратился к Ламберту де Монтайлю с просьбой принять его в цистерцианский монастырь «Сильвабела» («Красивый лес»), однако ошибается: такого монастыря никогда не существовало.